# Saint-Germain-d'Aunay
Pour les articles homonymes, voir Saint-Germain et Aunay.
Saint-Germain-d'Aunay (ou Saint-Germain-d'Aulnay) est une commune française, située dans le département de l'Orne en région Normandie, peuplée de 117 habitants.

## Géographie
| Saint-Aubin-de-Bonneval                          | Saint-Aubin-de-Bonneval, La Folletière-Abenon (Calvados) | La Goulafrière (Eure)                                       |
| Saint-Aubin-de-Bonneval, Avernes-Saint-Gourgon   | Saint-Germain-d'Aunay                                    | La Goulafrière (Eure), Verneusses (Eure)                    |
| Le Bosc-Renoult, Sap-en-Auge (comm. dél. du Sap) | Sap-en-Auge (comm. dél. du Sap)                          | Verneusses (Eure), La Ferté-en-Ouche (comm. dél. de Monnai) |

### Hydrographie
La commune est située dans le bassin Seine-Normandie. Elle est drainée par le ruisseau de la Bigotière.
Le ruisseau de la Vérette, d'une longueur de 17 km, prend sa source dans la commune de Chaumont et se jette  dans l'Orbiquet à La Folletière-Abenon, après avoir traversé six communes. 

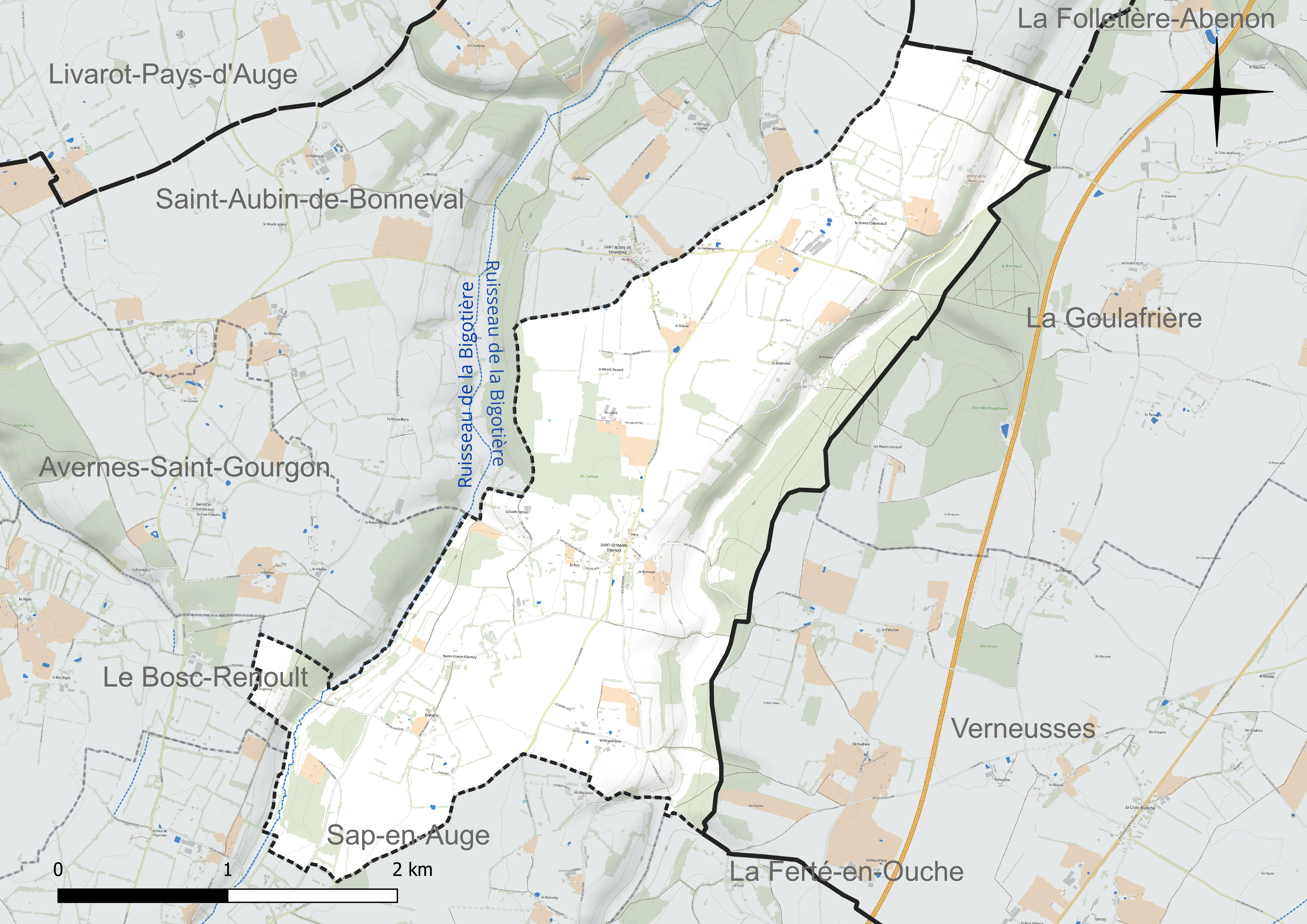
Réseau hydrographique de Saint-Germain-d'Aunay.

### Climat
Pour des articles plus généraux, voir Climat de la Normandie et Climat de l'Orne.
En 2010, le climat de la commune est de type climat océanique dégradé des plaines du Centre et du Nord, selon une étude du CNRS s'appuyant sur une série de données couvrant la période 1971-2000. En 2020, Météo-France publie une typologie des climats de la France métropolitaine dans laquelle la commune est exposée à un climat océanique et est dans la région climatique Normandie (Cotentin, Orne), caractérisée par une pluviométrie relativement élevée (850 mm/a) et un été frais (15,5 °C) et venté. Parallèlement le GIEC normand, un groupe régional d’experts sur le climat, différencie quant à lui, dans une étude de 2020, trois grands types de climats pour la région Normandie, nuancés à une échelle plus fine par les facteurs géographiques locaux. La commune est, selon ce zonage, exposée à un « climat contrasté des collines », correspondant au Pays d’Auge, Lieuvin et Roumois, moins directement soumis aux flux océaniques et connaissant toutefois des précipitations assez marquées en raison des reliefs collinaires qui favorisent leur formation.
Pour la période 1971-2000, la température annuelle moyenne est de 9,9 °C, avec une amplitude thermique annuelle de 14 °C. Le cumul annuel moyen de précipitations est de 811 mm, avec 12,5 jours de précipitations en janvier et 8,1 jours en juillet. Pour la période 1991-2020, la température moyenne annuelle observée sur la station météorologique la plus proche, située sur la commune de Ticheville à 9 km à vol d'oiseau, est de 10,9 °C et le cumul annuel moyen de précipitations est de 826,1 mm,. Pour l'avenir, les paramètres climatiques de la commune estimés pour 2050 selon différents scénarios d’émission de gaz à effet de serre sont consultables sur un site dédié publié par Météo-France en novembre 2022.

## Urbanisme

### Typologie
Au 1er janvier 2024, Saint-Germain-d'Aunay est catégorisée commune rurale à habitat très dispersé, selon la nouvelle grille communale de densité à sept niveaux définie par l'Insee en 2022.
Elle est située hors unité urbaine et hors attraction des villes,.

### Occupation des sols
L'occupation des sols de la commune, telle qu'elle ressort de la base de données européenne d’occupation biophysique des sols Corine Land Cover (CLC), est marquée par l'importance des territoires agricoles (79,8 % en 2018), une proportion identique à celle de 1990 (79,8 %). La répartition détaillée en 2018 est la suivante : 
prairies (49,1 %), terres arables (30,7 %), forêts (20,2 %). L'évolution de l’occupation des sols de la commune et de ses infrastructures peut être observée sur les différentes représentations cartographiques du territoire : la carte de Cassini (XVIIIe siècle), la carte d'état-major (1820-1866) et les cartes ou photos aériennes de l'IGN pour la période actuelle (1950 à aujourd'hui).

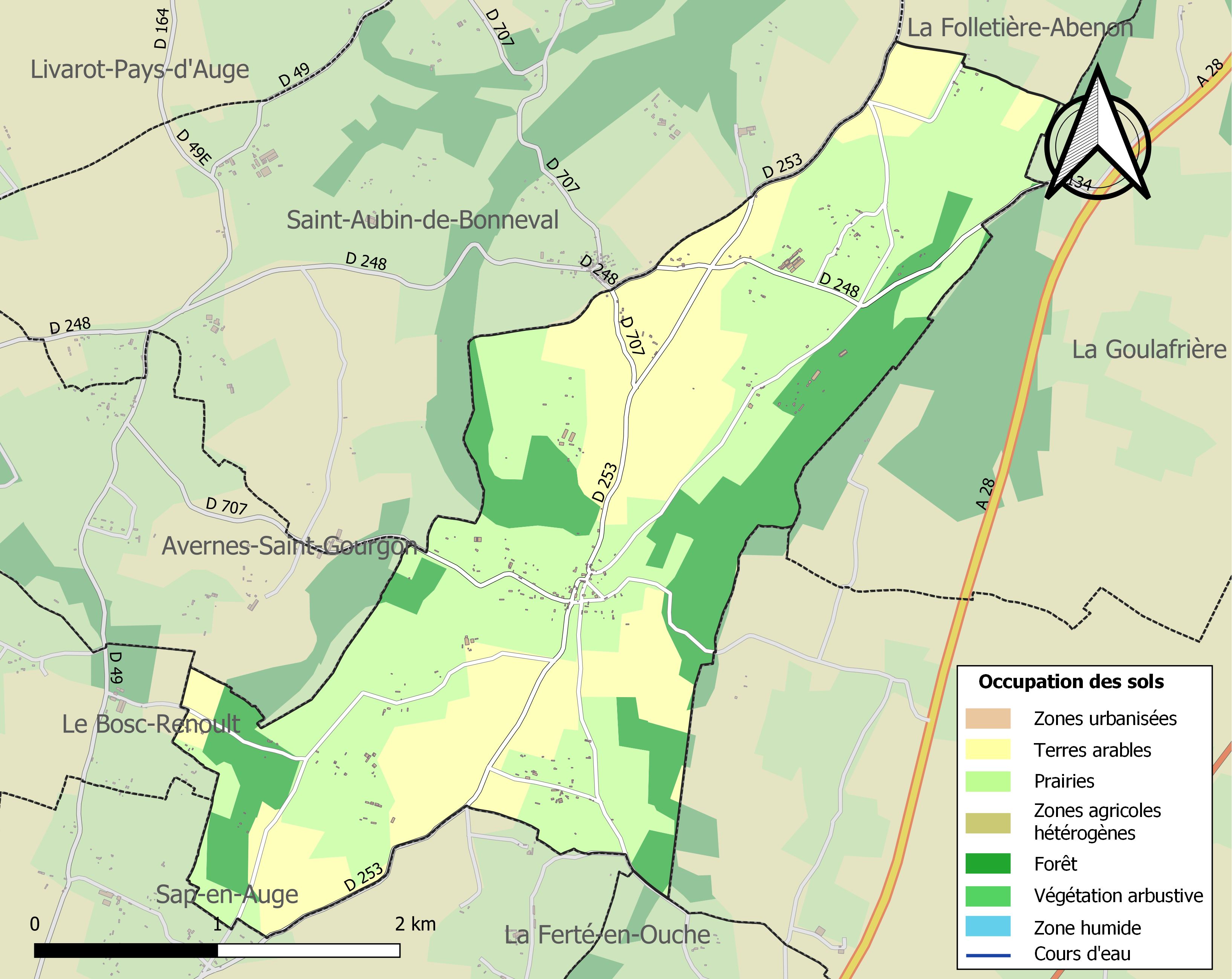
Carte des infrastructures et de l'occupation des sols de la commune en 2018 (CLC).

## Toponymie
Le nom de la localité est attesté sous la forme Sanctus Germanus de Alneto vers 1350.
La paroisse et son église étaient dédiées à Germain d'Auxerre. Aunay est un lieu-dit de la commune, dont le toponyme révèle que le lieu était planté d'aulnes.
Le code officiel géographique impose la graphie d'Aunay, mais la graphie d'Aulnay est également utilisée.
Le gentilé est Saint-Germinois.

## Histoire
Un manoir est édifié à la fin du XVe siècle par Guillaume de Mallevoüe, chevalier, seigneur et patron de Saint-Germain et de Notre-Dame-d'Aulnay. Il en reste le pavillon et son échauguette. La plus grande partie est détruite par les Ligueurs en 1589 et est alors remplacée par une construction en colombages.
En 1822, Saint-Germain-d'Aunay (377 habitants en 1821) absorbe Notre-Dame-d'Aunay (123 habitants), au sud de son territoire. La carte de Cassini localise l'ancienne paroisse au lieu-dit Aunay actuel.

## Politique et administration
| Période                                  | Période   | Identité              | Étiquette | Qualité  |
| ---------------------------------------- | --------- | --------------------- | --------- | -------- |
| 1953                                     | 1978      | Maurice Fritel (père) | SE        |          |
| 1978                                     | mars 2014 | Maurice Fritel (fils) | SE        |          |
| mars 2014                                | En cours  | Louis Toqué           | SE        | Retraité |
| Les données manquantes sont à compléter. |           |                       |           |          |

Le conseil municipal est composé de onze membres dont le maire et trois adjoints.

## Démographie
L'évolution du nombre d'habitants est connue à travers les recensements de la population effectués dans la commune depuis 1793. Pour les communes de moins de 10 000 habitants, une enquête de recensement portant sur toute la population est réalisée tous les cinq ans, les populations de référence des années intermédiaires étant quant à elles estimées par interpolation ou extrapolation. Pour la commune, le premier recensement exhaustif entrant dans le cadre du nouveau dispositif a été réalisé en 2006.
En 2022, la commune comptait 117 habitants, en évolution de −20,95 % par rapport à 2016 (Orne : −3,21 %, France hors Mayotte : +2,11 %).
Saint-Germain-d'Aunay a compté jusqu'à 510 habitants en 1831, à la suite de la fusion de communes, mais les deux communes totalisaient 538 habitants en 1800.
| 1793 | 1800 | 1806 | 1821 | 1836 | 1841 | 1846 | 1851 | 1856 |
| ---- | ---- | ---- | ---- | ---- | ---- | ---- | ---- | ---- |
| 430  | 411  | 417  | 377  | 510  | 472  | 400  | 397  | 374  |

| 1861 | 1866 | 1872 | 1876 | 1881 | 1886 | 1891 | 1896 | 1901 |
| ---- | ---- | ---- | ---- | ---- | ---- | ---- | ---- | ---- |
| 367  | 349  | 299  | 281  | 279  | 282  | 276  | 256  | 253  |

| 1906 | 1911 | 1921 | 1926 | 1931 | 1936 | 1946 | 1954 | 1962 |
| ---- | ---- | ---- | ---- | ---- | ---- | ---- | ---- | ---- |
| 208  | 192  | 175  | 200  | 187  | 193  | 190  | 170  | 158  |

| 1968 | 1975 | 1982 | 1990 | 1999 | 2006 | 2011 | 2016 | 2021 |
| ---- | ---- | ---- | ---- | ---- | ---- | ---- | ---- | ---- |
| 179  | 137  | 152  | 163  | 168  | 174  | 174  | 148  | 125  |

| 2022 | - | - | - | - | - | - | - | - |
| ---- | - | - | - | - | - | - | - | - |
| 117  | - | - | - | - | - | - | - | - |

| 1793 | 1800 | 1806 | 1821 | 1822   |
| ---- | ---- | ---- | ---- | ------ |
| 102  | 127  | 114  | 123  | fusion |

## Lieux et monuments
- Église Saint-Germain, du XVIIIe siècle. L'église Notre-Dame a été détruite après la fusion des paroisses. Elle abrite une Vierge à l'Enfant du XIVe siècle classé à titre d'objet aux Monuments historiques[30].
- Manoir dont le pavillon du début du XVIe siècle fait l'objet d'une inscription au titre des Monuments historiques depuis le 17 juillet 1992[31].

## Héraldique
| Blason de Saint-Germain-d'Aunay | Blason  | D'azur à trois oisons d'argent.                  |
| Blason de Saint-Germain-d'Aunay | Détails | Le statut officiel du blason reste à déterminer. |